# Ophiosmilax
Ophiosmilax is een geslacht van slangsterren uit de familie Ophiomyxidae.

## Soorten
- Ophiosmilax mirabilis Matsumoto, 1915